# Tohlezkus inexpectus
Tohlezkus inexpectus är en skalbaggsart som beskrevs av Vit 1995. Tohlezkus inexpectus ingår i släktet Tohlezkus och familjen platthöftbaggar. Inga underarter finns listade i Catalogue of Life.